# إنفنتي وورد
شركة إنفنتي وورد هي مطورة ألعاب فيديو أمريكي. لقد طوروا لعبة فيديو كول أوف ديوتي، إلى جانب سبعة أقساط أخرى في سلسلة نداء الواجب. أسس فينس زامبيلا وغرانت كولير وجيسون ويست إنفينيتي وارد في عام 2002 بعد العمل في 2015، شركة. سابقًا. جاء جميع أعضاء الفريق الأصلي البالغ عددهم 22 عضوًا في إنفينيتي وورد من الفريق الذي عمل على ميدل أوف أونر: ألايد أسولت في عام 2015. ساعدت أكتيفجن في تمويل إنفنتي وورد في أيامها الأولى، حيث اشترت 30 بالمائة من الشركة. تم إصدار أول لعبة في الاستوديو، إطلاق نار الحرب العالمية الثانية كول أوف ديوتي، على الحاسوب الشخصي في عام 2003. في اليوم التالي لإصدار اللعبة، اشترت أكتيفجن بقية إنفينيتي وورد، ووقعت الموظفين على عقود طويلة الأجل. واصلت إنفينيتي وورد إنتاج كول أوف ديوتي 2 وكول أوف ديوتي 4: مودرن وورفير وكول أوف ديوتي: مودرن وورفير 2 وكول أوف ديوتي: مودرن وورفير 3 وكول أوف ديوتي: جوستس وكول أوف ديوتي: إنفنت وورفير وكول أوف ديوتي: مودرن وورفير.
ترك الشريك المؤسس كوليير الشركة في أوائل عام 2009 لينضم إلى الشركة الأم أكتيفجن. في عام 2010، تم طرد الغرب وزامبيلا من قبل أكتيفجن بسبب «خرق العقد والعصيان»، وسرعان ما أسسوا استوديو ألعاب يسمى ريسباون إنترتينمنت. في 3 مايو 2014، تم دمج نيفرسوفت في إنفنتي وورد.

## التاريخ
تم تأسيس إنفنتي وورد كقسم أكتيفجن بواسطة جرانت كولير وجايسون ويست وفينس زامبيلا في 2002. تم تشكيل الاستوديو من قبل العديد من أعضاء شركة ألعاب 2015، وهو الاستوديو الذي طور ميدل أوف أونر: ألايد أسولت لإلكترونيك آرتس) في عام 2002. غير راضين عن العقد الحالي المبرم مع إلكترونيك آرتس وكولير وويست وزامبيلا مع أكتيفجن للمساعدة في إنشاء إنفنتي وورد، التي أصبحت واحدة من الاستوديوهات الأساسية داخل أكتيفجن لسلسلة كول أوف ديوتي المنافسة. في البداية، قدمت أكتيفجن لشركة إنفنتي وورد 1.5 مليون دولار أمريكي لحصة 30 % في الشركة لبدء التطوير في أول لعبة كول أوف ديوتي، واكتسبت الملكية الكاملة بعد إطلاق العنوان بنجاح في عام 2003. خلال هذه الفترة، كان الاستوديو يضم حوالي 25 موظفًا بما في ذلك العديد من الذين تابعوا كولير وويست وزامبيلا من عام 2015. أتاحت أكتيفجن لشركة إنفنتي وورد قدرًا كبيرًا من الحرية في كيفية تطوير ألقابها.
بعد فترة وجيزة من هذا الإصدار، اتصلت مايكروسوفت بأكتيفجن للحصول على لقب كول أوف ديوتي كعنوان إطلاق لوحدة التحكم إكس بوكس 360 القادمة. وافقت إنفنتي وورد على إعداد كول أوف ديوتي 2 للإصدار في الربع الأخير من 2005. قال كوليير إن الطلب سيساعدهم على فقدان وصمة العار لكونهم مطور كمبيوتر شخصي فقط، وبالتالي للتأكد من أن إصدار وحدة التحكم متكافئ، فقد ضاعفوا عدد موظفيهم ثلاث مرات إلى حوالي 75 موظفًا. كان جزء كبير من تركيز تطوير إنفنتي وورد هو تحسين محرك لعبتها لتشمل تأثيرات خاصة واقعية، مثل القنابل الدخانية لإعاقة الرؤية، أو الرصاص الذي يخترق المواد الضعيفة. حقق كول أوف ديوتي 2 نجاحًا كبيرًا، حيث حقق معدل إرفاق بنسبة 85% لمبيعات وحدة التحكم إكس بوكس 360 الجديدة، وبيع 1.4 مليون وحدة في العام الأول. في هذه المرحلة، جلبت أكتيفيجن تريارك، أحد استوديوهاتها الداخلية، للمساعدة في تطوير ألعاب كول أوف ديوتي الإضافية، حيث تقضي إنفنتي وورد الوقت والجهد لتحسين محرك اللعبة للعبة واحدة، وتريارك تستخدم المحرك المحدث لإنشاء عنوان جديد. أصدر تريارك التكملة التالية كول أوف ديوتي 3 بينما طورت إنفنتي وورد نفسها كول أوف ديوتي 4: مودرن وورفير، والتي بدلاً من أن تحدث أثناء الحرب العالمية الثانية، تم وضعها في فترة معاصرة مع صراع خيالي بين القوى العظمى. في وقت إصدار الحرب الحديثة، كان لدى إنفنتي وورد أكثر من 100 موظف.

### 2010 إقالة الموظفين ومغادرتهم
بعد الإصدار النقدي والناجح من الناحية المالية لنداء الواجب الجزء 4: الحرب الحديثة في عام 2007، بدأ جايسون ويست (الرئيس والمدير المساعد والمدير التقني) وفينس زامبيلا (المدير التنفيذي) مفاوضات العقد مع أكتيفجن. لقد وعدوا بتقديم كول أوف ديوتي: مودرن وورفير 2 في عام 2009، ولكن في المقابل طلبوا مكافآت كبيرة للغاية وتحكم إبداعي في سلسلة كول أوف ديوتي. وافقت أكتيفجن، لكنها أضافت بندًا إلى العقد مفاده أنه في حالة إطلاقها، فإن حقوق كول أوف ديوتي ستعود إلى أكتيفجن.
بعد تنفيذ العقد في عام 2008، بدأت أكتيفجن في البحث عن طرق لإيجاد سبب لطرد ويست وزامبيلا لتفعيل البند الجديد. وقد أدى هذا بدوره إلى بحث ويست وزامبيلا عن وسيلة لجعل إنفنتي وورد استوديو خارج سيطرة أكتيفجن. وصلت الأحداث إلى ذروتها في فبراير 2010 عندما استأجرت أكتيفجن شركة قانونية للتحقيق في إنفنتي وورد. في 1 مارس 2010، أطلقت أكتيفجن سراح ويست وزامبيلا بتهمة «العصيان»، مصادرة المكافآت التي تفاوضوا عليها. قام الزوجان بتشكيل إعادة نشر الترفيه في أبريل 2010 كاستوديو مستقل، من خلال العمل بشكل وثيق مع الفنون الإلكترونية في مشروع تم الإعلان عنه بعد. استقال العشرات من موظفي إنفنتي وورد في الأشهر التالية، وتولى الكثير منهم مناصب في رسباون. أطلقت أكتيفجن دعوى مضادة خاصة بها ضد الزوج في مايو 2010، مشيرة إلى أن الزوج قد انتهك عقدهما وكانا متواطئين مع الفنون الإلكترونية في إنشاء رسباون. تمت تسوية الدعاوى القضائية في نهاية المطاف خارج المحكمة، ودفعت أكتيفجن لشركة ويست وزامبيلا 42 مليون دولار أمريكي.
تم استبدال ويست وزامبيلا على أساس مؤقت بـأكتيفجن الرئيس التنفيذي للتكنولوجيا ستيف بيرس ورئيس الإنتاج ستيف أكريش. بحلول نوفمبر 2010، قامت أكتيفجن بتثبيت إدارة جديدة في إنفنتي وورد، وصرح رئيس فيفيندي والمدير التنفيذي جان برنارد ليفي أن إنفنتي وورد «تجاوزت» مشاكلهم وأعيد بناؤها بالكامل وأن أكتيفجن سعيدة جدًا بالنتيجة. ذهب المدير التنفيذي ليقول أنه سيكون هناك ثلاثة استوديوهات تعمل على امتياز كول أوف ديوتي بما في ذلك الاستوديو الذي تم تشكيله حديثًا ألعاب المطرقة.
تبعت عدة دعاوى قضائية في أعقاب رحيل ويست وزامبيلا. رفع الثنائي نفسيهما دعوى قضائية في البداية ضد أكتيفجن بعد فترة وجيزة من إطلاق سراحهما لاستعادة «مدفوعات إتاوات كبيرة» فشلت أكتيفجن في دفعها لهما في الأسابيع التي سبقت إطلاق سراحهما، والتي قُدرت بمبلغ 36 مليون دولار أمريكي، ارتفع هذا الرقم في النهاية إلى أكثر من مليار دولار أمريكي بحلول مايو 2012، بناءً على إيداعات أكتيفجن لجنة الاوراق المالية والبورصات. ردت أكتيفجن على الزوج في أبريل 2010، ووصفت أفعالهم لإطلاق النار عليهم بأنها مبررة وأكدت أن الاثنين كانا «متآمرين يخدمون أنفسهم». عدلت أكتيفجن دعوتها في ديسمبر 2010 لتشمل الفنون الإلكترونية كمدعى عليه، مشيرة إلى أن منافسهم عمل مع ويست وزامبيلا «لزعزعة استقرار إنفنتي وورد وتعطيله… وتدميره»، وطلب 400 مليون دولار كتعويض. بشكل منفصل، رفع العديد من الأعضاء السابقين والحاليين في إنفنتي وورد تحت اسم «مجموعة موظفي إنفنتي وورد» دعوى قضائية ضد أكتيفجن بمبلغ يتراوح بين 75 و125 مليون دولار أمريكي مقابل مكافآت غير مدفوعة مقابل العمل في الحرب الحديثة 2 و75-500 مليون دولار أمريكي إضافية كعقوبة الأضرار. في نهاية المطاف بحلول مايو 2012، استقرت أكتيفجن مع مجموعة موظفي إنفنتي وورد مقابل 42 مليون دولار أمريكي، بينما تم الوصول إلى تسويات خاصة بشكل منفصل بين أكتيفجن والفنون الإلكترونية، وبين أكتيفجن وويست وزامبيلا.

### رحيل روبرت بولينج 2012
في 27 مارس 2012، أصدر روبرت بولينج البيان التالي على حسابه على تويتر: «اليوم، أستقيل من منصبي كإستراتيجي إبداعي في كول أوف ديوتي، كقائد لشركة إنفنتي وورد، وكموظف في أكتيفجن». ردًا على ذلك، أصدرت أكتيفجن البيان التالي، «نشكر روبرت بصدق على سنوات خدمته الطويلة. لقد كان عضوًا موثوقًا به وقيّمًا في فريق إنفنتي وورد. نتمنى له كل التوفيق في قراره بالسعي وراء الفرص المستقبلية». يُزعم أن بولينج غادر لأنه كان غير سعيد بالتطور البطيء للعبة، حيث أجاب بعبارة «الكثير من» بيو بيو «ليس جديدًا بما يكفي» على سؤال حول هذا الموضوع.
ظهرت علامات الخلاف بين بولينج وإنفنتي وورد في مقابلة مباشرة مع ماشينيما عندما ذكر ما يلي: «أشعر وكأننا في عصر سخيف حيث يركز الجميع بشدة على أعداد المشتركين وكل تلك الأشياء التي نحتاجها للعودة إلى ما أشعر أنه فعلناه بشكل أفضل في الأيام الخوالي من مجرد حسن النية، مثل الأشياء مثل تصحيح الشبكة المحلية، نعم إنه ذو أولوية أقل ولكن دعنا نخرجه من الباب اللعين. فلنقم بذلك فقط». قد يكون هذا عاملاً مساهماً في استقالته. هناك عامل آخر يمكن أن يكون ناتجًا عن مقدار النقد القاسي الذي وجهه إليه المشجعون واللاعبون في الحرب الحديثة 3 عندما ظهرت جوانب معينة من اللعبة، مثل الأخطاء والتعديلات.

## استقبال
حصل كول أوف ديوتي، وهو لقب إنفنتي وورد الأول، على 90 جائزة أفضل لعبة للعام و50 جائزة اختيار المحرر. كما أنها لا تزال من بين الألعاب الأعلى تقييمًا، وفقًا لغيم رانكينغز. تمتعت كول أوف ديوتي 4: مودرن وورفير أيضًا بنجاح تجاري وحاسم، حيث بيعت أكثر من 13 مليون نسخة من إصدارها في نوفمبر 2007 حتى مايو 2009.
في عام 2010، احتلت إنفنتي وورد المرتبة الثالثة من خلال طور 100 التي تعمل فقط مع المطور نينتندو وبنجي لأفضل 100 مطور بناءً على مبيعات ألعابهم في المملكة المتحدة.
تكملة إنفنتي وورد لكول أوف ديوتي 4: مودرن وورفير، كول أوف ديوتي: مودرن وورفير 2، حققت أكثر من 550 مليون دولار من المبيعات في الأيام الخمسة الأولى لها في السوق، مع 310 مليون دولار من هذه المبيعات في الـ 24 ساعة الأولى بعد اللعبة إطلاق سراح.
تكملة الحرب الحديثة 2، كول أوف ديوتي: مودرن وورفير 3، بيعت 6.5 مليون نسخة في الولايات المتحدة والمملكة المتحدة وحدهما وحققت 400 مليون دولار في غضون 24 ساعة من طرحها للبيع. على الرغم من المبيعات الجيدة، تم انتقاد اللعبة لكونها مشابهة جدًا لسابقتها.

## محركات اللعبة
تستخدم جميع ألعاب كول أوف ديوتي من إنفنتي وورد حتى إنفنت وورفير (2016) محرك إد تيك 3 (كوايك 3 أرينا). استخدمت أول لعبتين ترخيصًا خاصًا للمحرك مع تكملة تتضمن صورًا أكثر قوة ودعم دايركت إكس 9. تعمل لعبة كول أوف ديوتي 4: مودرن وورفير من إنفنتي وورد على محرك لعبة خاص (من إصدار إد تيك 3) مع ميزات تتضمن إضاءة ديناميكية عالمية حقيقية وتأثيرات إضاءة التصوير بالمدى الديناميكي العالي وظلال ديناميكية وعمق مجال. تم تطوير كول أوف ديوتي: ورلد آت وور وكول أوف ديوتي: بلاك أوبس 2 ولعبة فيديو جيمس بوند كوانتم أوف سالس بواسطة تريارك باستخدام إصدارات معدلة من محرك إنفنتي وورد.
كول أوف ديوتي: مودرن وورفير 2، تستخدم محركًا مطورًا يطلق عليه "IW 4.0"، وهو جيل أكثر تقدمًا من المحرك المستخدم في كول أوف ديوتي: مودرن وورفير 3. كول أوف ديوتي: مودرن وورفير 3 تستخدم محرك MW3، وهو نسخة محسنة من محرك IW 4.0. تسمح التحسينات التي تم إجراؤها على المحرك بتقنية دفق أفضل تتيح مناطق أكبر للعبة أثناء التشغيل بحد أدنى 60 إطارًا في الثانية، كما تم إجراء تحسينات على صوت المحرك.
كول أوف ديوتي: جوستس تتميز بإصدار محدث من الجيل التالي من IW 5.0 الذي يظهر في كول أوف ديوتي: مودرن وورفير 3. يتوافق IW 6.0 مع أنظمة الجيل التالي مثل إكس بوكس ون وبلاي ستيشن 4، لذا تم زيادة عدد المضلعات وتفاصيل النسيج والإخلاص الرسومي العام. IW 6.0 متوافق أيضًا مع مايكروسوفت ويندوز ووي يو و PS3 وإكس بوكس 360. يتميز محرك IW 6.0 بتكنولوجيا من بيكسار، SubD، والتي تزيد من مستوى تفاصيل النماذج كلما اقترب المرء منها. قال مارك روبين عن إضاءة التصوير بالمدى الديناميكي العالي «اعتدنا أن نرسمها ونغطي الشقوق، لكن الآن أصبح كل شيء في الوقت الفعلي». يستخدم غوست تقنية ضبط القزحية التي تسمح للاعب بالتجربة من وجهة نظر الشخص كيف تتفاعل عيونهم مع التغييرات في ظروف الإضاءة بشكل واقعي. تشمل الميزات الأخرى أنظمة الرسوم المتحركة الجديدة وديناميكيات السوائل والدخان التفاعلي ورسم خرائط الإزاحة وخرائط ديناميكية متعددة اللاعبين. تشمل الميزات الأخرى أنظمة الرسوم المتحركة الجديدة وديناميكيات السوائل والدخان التفاعلي ورسم خرائط الإزاحة وخرائط ديناميكية متعددة اللاعبين. تتميز لعبة كول أوف ديوتي: إنفنت وورفير IW 7.0 بنظام انعدام الوزن وتحسين فيزياء اللعبة والذكاء الاصطناعي المحسن وسلوكيات الشخصيات غير اللاعب.
تستخدم كول أوف ديوتي: مودرن وورفير محركًا جديدًا للسلسلة، مما يسمح باستخدام بيئات أكثر تفصيلاً، ومسح وتصيير متقدمين، وإضاءة حجمية أفضل، واستخدام تتبع الأشعة. كان المحرك الجديد قيد التطوير قبل خمس سنوات من إصدار اللعبة، وكان جهدًا تعاونيًا بين استوديو إنفنتي وورد الرئيسي في كاليفورنيا والاستوديو الجديد في بولندا.

## الألعاب
| اسم اللعبة                                       | محرك اللعبة    | تاريخ الإصدار   | الجهاز                                                              | التقييم |
| ------------------------------------------------ | -------------- | --------------- | ------------------------------------------------------------------- | ------- |
| كول أوف ديوتي                                    | آيدي تيك 3     | أكتوبر 30، 2003 | ويندوز، ماكنتوش                                                     | 91.71%  |
| كول أوف ديوتي 2                                  | آي دبليو إنجين | أكتوبر 25، 2005 | ويندوز، إكس بوكس 360                                                | 88.61%  |
| كول أوف ديوتي 4: مودرن وورفير                    | آي دبليو إنجين | نوفمبر 6، 2007  | ويندوز، ماكنتوش، بلاي ستيشن 3، إكس بوكس 360                         | 93.54%  |
| كول أوف ديوتي: مودرن وورفير 2                    | آي دبليو إنجين | نوفمبر 10، 2009 | ويندوز، بلاي ستيشن 3، إكس بوكس 360                                  | 93.35%  |
| كول أوف ديوتي: كلاسيك                            | آيدي تيك 3     | ديسمبر 2، 2009  | بلاي ستيشن 3 (بلاي ستيشن نتورك), إكس بوكس 360 (إكس بوكس لايف آركيد) | 75.06%  |
| كول أوف ديوتي: مودرن وورفير 3 (مع ألعاب المطرقة) | آي دبليو إنجين | نوفمبر 8، 2011  | ويندوز، بلاي ستيشن 3، إكس بوكس 360                                  | 88%     |
| أوف ديوتي:جوستس                                  | آي دبليو إنجين | نوفمبر 5، 2013  | ويندوز، بلاي ستيشن 3، إكس بوكس 360.بلاي ستيشن 4 والاكس بوكس ون      | 92.4%   |
| كول أوف ديوتي: إنفنت وورفير                      | آي دبليو إنجين | نوفمبر 4، 2016  | ويندوز، بلاي ستيشن 4، إكس بوكس ون                                   |         |
| كول أوف ديوتي: مودرن وورفير                      | آي دبليو إنجين | 25 أكتوبر، 2019 | ويندوز، بلاي ستيشن 4، إكس بوكس ون                                   |         |
| كول أوف ديوتي: وورزون                            | آي دبليو إنجين | 10 مارس، 2020   | ويندوز، بلاي ستيشن 4، إكس بوكس ون                                   |         |

## روابط خارجية
- الموقع الرسمي